# Aichi S1A
Aichi S1A Denko je trebao biti Japanski noćni lovački zrakoplov koji je trebao zamijeniti zrakoplov Nakajima J1N. Trebao je biti opremljen radarom kako bi se na vrijeme mogao suočiti s napadima američkih bombardera „B-29“ na Japan. 

## Dizajn i razvoj
Vrijeme razvoja se odužilo radi nekih dizajnerskih promašaja koji su se ticali nedovoljne snaga motora kojeg je mornarica zahtijevala, a što je rezultiralo time da niti jedan primjerak nije dovršen do kraja rata. Dva prototipa su tijekom 1945. godine bila gotovo dovršena, no isti su uništeni u američkom bombardiranju prije dovršetka radova, nakon čega je cijeli projekt otkazan. 

## Korisnici
- Japan

## Tehničke karakteristike (S1A1)
Osnovne karakteristike
- posada: 2
- dužina: 15.1 m
- raspon krila: 17.5 m
- površina krila: 47.0 m2
- visina: 4.61 m

Letne karakteristike
- najveća brzina: 580 km/h
- ekonomska brzina: 440 km/h
- dolet: 2500 km
- specifično opterećenje krila: kg/m 2
- motor: 2 x Nakajima NK9K-S Homare 22
  - propeler: 1

Naoružanje
- naoružanje: 2 x 30mm „Type 5“ i 2 x 20mm „Type 99“ topovi sprijeda, 2 x 20mm „Type 99 Model 2“ top straga, 1 x 250kg bomba